# Biserica Ortodoxă Japoneză (Biserica Ortodoxă Rusă)

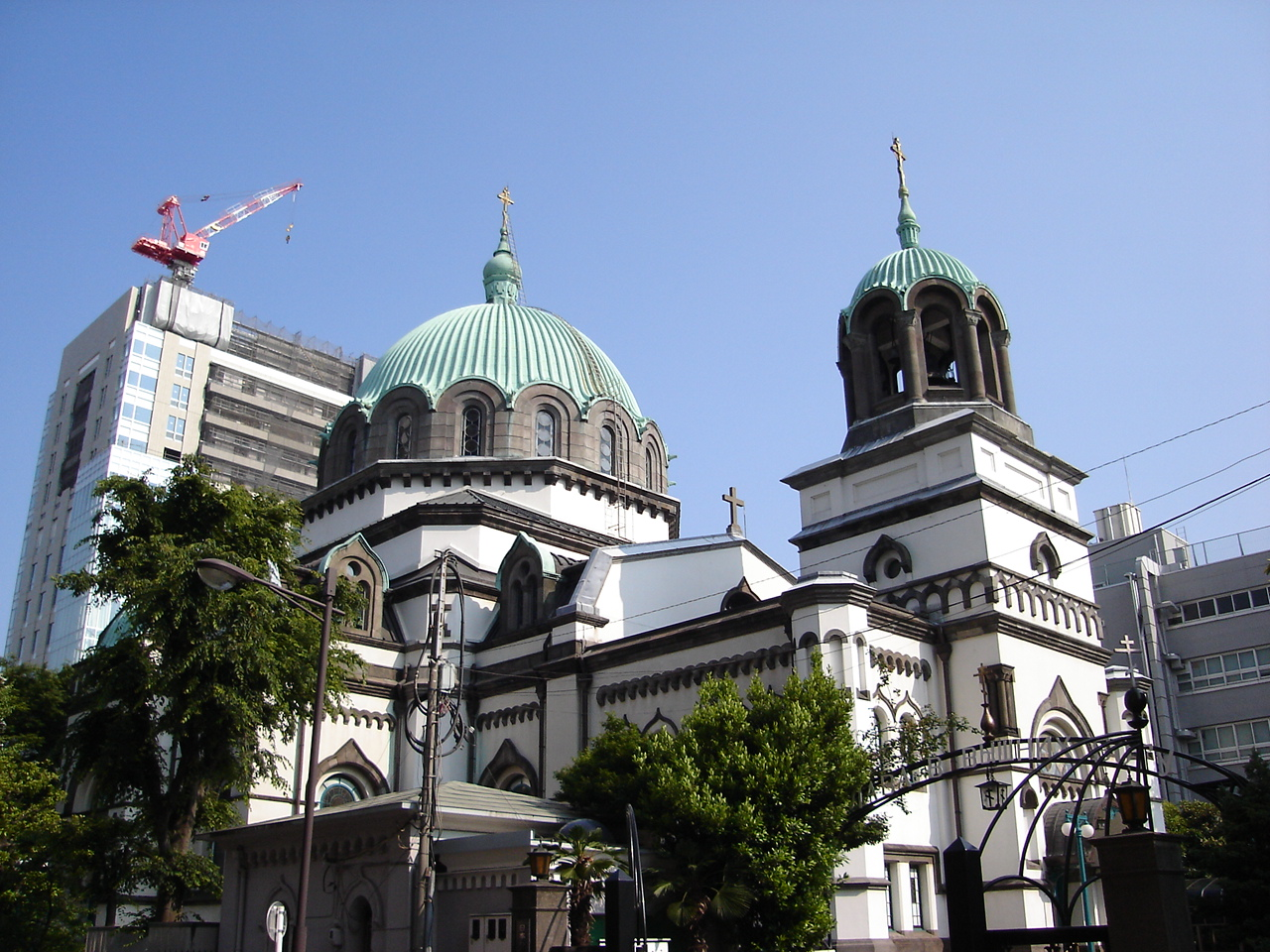
Catedrala ortodoxă din Tokyo.

Biserica Ortodoxă Japoneză (日本ハリストス正教会) este o biserică ortodoxă autonomă, al cărei arhiepiscop primat este confirmat de Biserica Rusiei.

## Istoric
Nicolae al Japoniei (botezat cu numele de Ivan Dimitrievich Kasatkin) a adus Ortodoxia în Japonia în secolul al XIX-lea. În 1861, el a fost trimis de Biserica Rusiei la Hakodate, Hokkaido, ca preot al capelei consulatului rus. Cu toate că guvernarea contemporană a shogunilor interzicea japonezilor convertirea la creștinism, destul de curând câțiva vecini au început să viziteze frecvent capela. În aprilie 1868, trei dintre ei s-au convertit – primii convertiți ai lui Nicolae în Japonia. Chiar dacă aceștia erau primii săi convertiți în Japonia, nu erau și primii japonezi ortodocși-câțiva japonezi care se stabiliseră în Rusia se convertiseră la Ortodoxie.
În afară de câteva călătorii scurte, Nicolae a rămas în Japonia chiar și în timpul războiului ruso-japonez (1904-1905) și a răspândit Ortodoxia în toată țara, fiind hirotonit primul episcop al Bisericii Japoniei. Nicolae a fondat Catedrala din Tokyo în districtul Kanda și și-a petrecut peste jumătate de secol acolo; de aici porecla Nikolai-do dată de locuitori Catedralei Învierii Domnului din Tokyo. Misiunea inițială de întemeiere a Bisericii Ortodoxe a Japoniei depindea de Biserica Ortodoxă Rusă, în special în ceea ce privea finațarea. Războiul dintre Rusia și Japonia a creat o situație politică dificilă pentru biserică. După revoluția bolșevică, guvernul japonez avea suspiciuni privind Biserica Ortodoxă Japoneză, în particular, aceasta fiind folosită ca acoperire pentru spionajul comunist rus. Cel de-al doilea întâistătător al Japoniei, Mitropolitul Serghie Tikhomirov a suferit din greu din cauza acestor suspiciuni guvernamentale, fiind forțat să demisioneze din funcția de episcop; el a murit în circumstanțe neclare în 10 august 1945, cu cinci zile înainte de sfârșitul războiului. Biserica Ortodoxă Rusă a suferit în același mod de pe urma politicii staliniste și nu mai avea posibilitatea să ajute tânăra Biserică Ortodoxă din Japonia.
În timpul Războiului de cincisprezece ani (1930 - 1945), care din 1939 până în 1945 a făcut parte din cel de-al Doilea Război Mondial, creștinismul din Japonia a cunoscut o perioadă foarte grea, în special Biserica Ortodoxă. După capitularea Japoniei, ocupația aliată a avut o atitudine generoasă față de creștinism, datorită componentei predominant americane. Deoarece majoritatea slavilor și grecilor americani frecventau parohiile locale, ortodoxia din Japonia a făcut un pas înainte. În timpul războiului, Biserica Ortodoxă a Japoniei nu a avut aproape nici un contact cu exteriorul. După război, în locul Bisericii Ortodoxe a Rusiei, Mitropolia Americană, precursoarea Bisericii Ortodoxe din America a ajutat la restabilirea Bisericii Ortodoxe a Japoniei, iar începând cu 1946 arhiepiscopii hirotoniți de OCA au condus destinele Bisericii Ortodoxe a Japoniei. În acest timp, câțiva tineri care au studiat la Seminarul Teologic Ortodox Sfântul al OCA din New York sunt acum conducători ai Bisericii Ortodoxe din Japonia. În același timp, o minoritate, sub conducerea episcopului Nicolae (Ono) al Japoniei, care a intrat sub ascultarea canonică a Patriarhiei Moscovei și este cunoscută sub numele de "Biserica Ortodoxă Rusă Podvorye din Japonia".
Mai târziu, după ce situația Bisericii Ortodoxe Ruse s-a îmbunătățit, Biserica Ortodoxă a Japoniei a intrat cu totul sub ascultarea canonică a Patriarhiei Moscovei. În 1970 Nicolae al Japoniei a fost canonizat de către Patriarhul Moscovei și este cunoscut ca "Sfântul Nicolae, Apostolul japonezilor". Ziua sa de prăznuire este 16 Februarie. În anul 2000, Biserica Ortodoxă a Rusiei l-a canonizat pe episcopul Andronic din Perm ca sfânt și mucenic. El a fost hirotonit ca primul episcop de Kyoto, iar mai târziu a fost martirizat, fiind arhiepiscop de Perm, în timpul revoluției bolșevice.
Astăzi, Podvorze și Biserica Japoniei s-au împăcat și sunt în relații bune, încât ambele biserici îi pomenesc pe Patriarhul Chiril și pe Mitropolitul Daniel al Întregii Japonii la Sfânta Liturghie, și au săvârșit împreună o molitvă în onoarea Sfântului Nicolae la sărbătoarea sa.

## Ierarhia

### Episcopi eparhioți
- Înaltpreasfințitul Daniel (Nushiro), arhiepiscop de Tokyo și mitropolit al întregii Japonii
- Preasfințitul Nicolae, episcop de Kyoto și al Japoniei Apusene
- Preasfințitul Serafim, episcop de Sendai și al Japoniei Răsăritene

### Foști episcopi, episcopi retrași
- Preasfințitul Serafim, Episcop de Sendai și al Japoniei Răsăritene